# Kamienica przy ulicy Łobzowskiej 4 w Krakowie
Kamienica przy ulicy Łobzowskiej 4 – zabytkowa kamienica znajdująca się w Krakowie, w dzielnicy I przy ulicy Łobzowskiej, na Piasku.
Kamienica została wzniesiona w 1904 roku według projektu architekta Beniamina Torbe.
19 grudnia 1989 budynek został wpisany do rejestru zabytków. Znajduje się także w gminnej ewidencji zabytków.